# Adelina Sotnikova
Adelina Sotnikova (rusă Адели́на Дми́триевна Со́тникова, n. 1 iulie 1996, Moscova, Rusia) este o patinatoare artistică rusă, campioană olimpică la patinaj artistic feminin (Soci 2014).